# Punta Ala
Punta Ala is een plaats (frazione) in de Italiaanse gemeente Castiglione della Pescaia.
Er bevindt zich een golfbaan, van de Punta Ala Golf Club.

## Overleden
- Gino Cervi (1901-1974), Italiaans acteur
- Andrea Pazzagli (1960-2011), Italiaans doelman